# Steganopsis divergens
Steganopsis divergens är en tvåvingeart som beskrevs av Frey 1927. Steganopsis divergens ingår i släktet Steganopsis och familjen lövflugor. Inga underarter finns listade i Catalogue of Life.